# Mohamed Shahid
Mohamed Shahid, född den 14 april 1960 i Varanasi, Indien, död 20 juli 2016 i Gurgaon, var en indisk landhockeyspelare.
Han tog OS-guld i herrarnas landhockeyturnering i samband med de olympiska landhockeytävlingarna 1980 i Moskva.